# Atractus nigricauda
Atractus nigricauda — вид змій родини полозових (Colubridae). Ендемік Перу.

## Поширення і екологія
Atractus nigricauda відомі з типової місцевості, розтвашованої в районі Уачону, на схід від Серра=де-Паско в регіоні Хунін.